# Frans Smeers
Frans Smeers (Bruxelles, 28 janvier 1873 - Bruxelles, 1er juin 1960), de son vrai nom François, Emile, Isidore, Léopold Smeers, est un dessinateur et un peintre, de nationalité belge.

## Biographie
Études à l'Académie royale des beaux-arts de Bruxelles, auprès de Jean-François Portaels et de Joseph Stallaert.
Un des membres fondateurs du Cercle "le Sillon", dont il a dessiné les affiches du sixième et du septième Salon (Bruxelles, 1899 & 1900).

Membre du Conseil national belge des arts plastiques (CNAP).
Enseigne de 1933 à 1946 à l'Académie royale des beaux-arts de Bruxelles, où il a eu notamment pour élèves Germaine Chardon, Fernande Christophe, Benoît Gilsoul, Jean-Pierre De Maertelaer, George Lambillotte, Nicolas de Staël, Gilberte Thomas, Médard-Siegfried Tytgat, Maurice Wyckaert…

En 1953, il obtient le prix René Steens.

Élu correspondant de l'Académie royale de Belgique, le 1er juillet 1954 ; membre, le 5 juillet 1956.
Il a vécu essentiellement dans la région de Bruxelles (à Bruxelles même, à Ixelles et Saint-Gilles), mais a séjourné de 1915 à 1919 à Londres puis aux Pays-Bas.
Il a réalisé de nombreux portraits, dont ceux d'amis peintres ou de sa famille, sa femme et ses quatre filles. Proche de la nature, il a été très souvent inspiré par les paysages de la Mer du Nord, notamment ceux de Nieuport ou Ostende. Il a peint de nombreuses scènes de plage, lumineuses et colorées.
Tout au long de sa carrière, il a exposé dans un grand nombre de salons, pour la plupart à Bruxelles, mais aussi à Gand, Ostende, Barcelone, Brighton, Genève, Londres, Munich (où il a obtenu une médaille d'or en 1913), Paris (en particulier au Salon des indépendants et aux Salons de la Société nationale des beaux-arts), à la Biennale de Venise... Plusieurs rétrospectives lui ont été consacrées, la plus récente au Centre d'Art du Rouge-Cloître en 1997.
Œuvres dans des musées d'Anvers, Bruxelles, Gand, Ixelles, La Haye.

### Sources bibliographiques
- Pierre Poirier : Notice sur Frans Smeers, Annuaire pour 1964 de l'Académie royale de Belgique, p. 85-91
- Serge Goyens de Heusch : L'impressionnisme et le fauvisme en Belgique, Musée d'Ixelles - Ludion, Bruxelles, 1990
- Dictionnaire des peintres belges du XIVe siècle à nos jours, Bruxelles : la Renaissance du Livre, 1994
- Benezit Dictionnary of Artists, 2006, Gründ.
- Index biographique des membres et associés décédés de l'Académie royale de Belgique (1769-2008)
- Nicolas de Staël - Le terreau d'un apatride (sous la dir. de N. Gesché-Koning), Bruxelles, A.K.A / arba-esa, 2012